# فرودگاه اتوونا
فرودگاه اتوونا (به انگلیسی: Atuona Airport) (به زبان بومی: Hiva Oa Airport) یک فرودگاه همگانی با کد یاتا HIX / AUQ است که یک باند فرود سنگفرش دارد و طول باند آن ۱۲۱۵ متر است. این فرودگاه در کشور پلی‌نزی فرانسه قرار دارد و در ارتفاع ۴۵۱ متری از سطح دریا واقع شده‌است.